# Michael Talbot (musicologue)
Pour les articles homonymes, voir Michael Talbot et Talbot (homonymie).
Michael Talbot (Luton, 4 janvier 1943) est un musicologue et compositeur britannique.

## Biographie
Michael Talbot étudie le piano et l'orgue à la Royal College of Music en 1960 et 1961. Il obtient ses diplômes du Clare College de Cambridge jusqu'à son doctorat en 1968. Ses différents professeurs sont Nicholas Temperley, Peter le Huray, Thurston Dart, Ian Bent et Charles Cudworth. Talbot est un ancien professeur de musique de l'Université de Liverpool dès 1968. Les recherches de Talbot se concentre sur la musique baroque italienne et plus précisément le concerto, la sérénade. Il est notamment l'auteur de monographies sur Antonio Vivaldi et Tommaso Albinoni. Il est le rédacteur en chef de la revue scientifique Informazioni e studi vivaldiani. Il est également actif en tant que compositeur historiciste et membre de l'association Vox Saeculorum.
Les expertises de Talbot ont été nécessaires dans les cas où l'authenticité ou la provenance des œuvres ont été remis en question, notamment dans le cas de la découverte de l'Andromeda Liberata peut-être une œuvre de Vivaldi.

## Ouvrages
- (de) Michael Talbot, Albinoni. Leben und Werk, Adliswil, Kunzelmann, 1980.
- (en) Michael Talbot, Antonio Vivaldi. A Guide to Research. New York, Garland Press, 1988, xlv-197p.   (ISBN 0-8240-8386-5), (OCLC 17483031).
- (en) Michael Talbot, Tomaso Albinoni. The Venetian Composer and His World.  Oxford, Clarendon Press, 1990.
- (en) Michael Talbot, Venetian music in the age of Vivaldi, Ashgate-Variorum 1999 (OCLC 876718800)

En tant qu'éditeur
- (en) Aspects of the secular cantata in late Baroque italy, Routledge, 2009 (OCLC 311310198)